# Canuto II de Dinamarca
Canuto II (994 - 12 de noviembre de 1035), más conocido como Canuto el Grande (en inglés: Cnut the Great; en danés: Knud den Store; en noruego: Knut den mektige), fue un rey de Dinamarca, Inglaterra y Noruega de origen danés, el segundo de los dos hijos varones del total de seis de Svend I, rey vikingo de Dinamarca, Noruega e Inglaterra, y de Swietoslawa de Polonia (luego llamada Gunhilda al casarse), hija del duque de Polonia Miecislao I.
Como príncipe de Dinamarca, Canuto invadió Inglaterra en 1016, tras lo cual ascendió al trono que había conquistado también su padre. En 1018, accedió al trono de Dinamarca tras la muerte de su hermano mayor Harald II. Ocasionalmente, Canuto es referido como «rey de Escandinavia» y como «emperador del mar del Norte».

## Biografía
Canuto nace en algún lugar del reino de Dinamarca entre los años 990 y 994 como hijo de Svend I, entonces rey vikingo de Dinamarca y, de acuerdo con la Saga Knýtlinga, es bisnieto de Gorm el Viejo (miembro de la Casa de Jelling). Sobre su madre, fuentes contemporáneas como la Crónica de Tietmaro de Tietmaro de Merseburgo o el Encomium Emmae Reginae establecen que la madre de Canuto fue Swietoslawa de Polonia, hija de Miecislao I. Otras fuentes cercanas en el tiempo pero posteriores como el Heimskringla de Snorri Sturluson hablan de que su madre fue «una princesa polaca» de nombre Gunhilda, hija de Burislav, rey de Vindland o Windland (refiriendo esto a los wendos y no a Vinlandia), aunque en esta obra y otras sagas nórdicas, Svend se desposará también con otras mujeres no recogidas en la historiografía moderna. Adicionalmente, en la obra Gesta Hammaburgensis ecclesiae pontificum de Adán de Bremen se dice que la madre de Canuto sería la reina de Suecia, sin indicar si esto se refiere a Sigrid la Altiva (identificada por los historiadores posteriores como Swietoslawa) o a una legendaria Aud Haakonsdottir de Lade.
Sobre la niñez y juventud de Canuto, el Flateyjarbók o Codex Flateyensis nos cuenta que Canuto fue instruido en las artes militares por Thorkell el Alto.

### Conquista danesa de Inglaterra
Acompañó a su padre durante su exitosa invasión a Inglaterra (agosto de 1013), tras la que Svend I consiguió que la Witenagemot le proclamase rey de Inglaterra el 23 de diciembre de 1013. La muerte de Svend ocurrió tan sólo 6 semanas después, el 3 de febrero de 1014. Por ello, las tropas danesas proclamaron a Canuto el nuevo rey de Inglaterra. Regresará a Dinamarca en abril de 1014 donde es nombrado rey de Dinamarca su hermano, Harald II. Aprovechando este viaje, el destronado rey inglés Etelredo II el Indeciso solicita a la Witenagemot ser proclamado rey de Inglaterra.
En agosto de 1015 vuelve a invadir Inglaterra, entablando indecisas batallas contra Etelredo II y desde abril de 1016, contra el hijo de este, Edmundo II Brazo de Hierro hasta su aplastante victoria en la batalla de Assandun (posiblemente en la actual Ashington, en Essex) en octubre de 1016, tras la que en una entrevista en una isla del río Severn, Edmundo fue obligado por Canuto a ceder toda Inglaterra excepto Wessex, pero la muerte de Edmundo en noviembre de 1016 deja a Canuto como el único gobernante de Inglaterra, siendo aclamado rey por la Witenagemot en enero de 1017.
En algún momento durante su lucha por la conquista de Inglaterra, Canuto se casa con Aelfgifu Aelfhelmsdotter.
Para afianzar su dominio sobre los nobles rebeldes, Canuto se desposa con Emma de Normandía, viuda de Etelredo II, madre de Edmundo II e hija de Ricardo sin miedo, duque de Normandía. En 1018 Canuto cobrará un extraordinario danegeld que le permitirá pagar a sus fuerzas de la campaña inglesa y mandar a la mayor parte de ellas de vuelta a Dinamarca.
La boda con Emma ayuda a Canuto a establecer relaciones políticas y comerciales entre Inglaterra y Normandía, teniendo como intención gobernar a la manera cristiana, de la que Emma era profundamente devota. Considerando a Emma legítima esposa, nombra al hijo de ambos heredero en lugar de los hijos de su anterior unión.

### Rey de Dinamarca
En 1018 muere su hermano mayor, el rey Harald II de Dinamarca, y Canuto lo sucede en el trono, pero dejando como jarl (o lugarteniente) del reino a su cuñado, Ulf Thorgilsson.
La ausencia de Canuto en Dinamarca hizo que los reyes Anund Jacobo de Suecia y Olaf Haraldsson de Noruega trataran de sacar ventaja, Ulf convenció a los nobles del reino a proclamar rey a Canuto Hardeknut, el hijo legítimo de Canuto, teniendo Ulf la regencia del trono por la minoría de edad del soberano.
Enterado Canuto de lo ocurrido en 1026, regresa a Dinamarca, y con la ayuda de Ulf, derrota a las fuerzas noruegas y suecas en la batalla de Helgeå; pero el monarca no perdonaría la traición de su cuñado: al día siguiente, en la Navidad de 1026, Canuto ordena a uno de sus guardias asesinar a Ulf en la catedral de la Trinidad.

### Rey de Noruega
En 1028, conquista el reino de Noruega con una flota de 50 barcos de Inglaterra, además de tener el apoyo de los mismos nobles noruegos, descontentos con su rey por la derrota de Helgeå. Decide entonces dejar la lugartenencia del reino noruego a su hijo Svein y a su madre Aelgifu, los cuales perderían el reino poco después de su muerte al rebelarse el país y restaurar la dinastía anterior en la persona del hijo de Olaf Haraldsson, Magnus I.
Sus relaciones de amistad con el emperador Conrado II de Alemania se estrechan cuando compromete a su hija, Gunilda, con el hijo y heredero del emperador, el futuro Enrique III; además, Conrado le cede a Canuto las marcas de Schleswig y Pomerania para que las gobierne.
Murió en la localidad de Shaftesbury, en Dorset, el 12 de noviembre de 1035, a los 40 años de edad. Fue sepultado en la catedral de Winchester.

## Política de su reinado

### Influencia en las vías marítimas occidentales
En 1014, mientras Canuto preparaba su reinvasión de Inglaterra, la Batalla de Clontarf enfrentó a una serie de ejércitos dispuestos en los campos ante las murallas de Dublín. Máel Mórda mac Murchada, rey de Leinster, y Sigtrygg Silkbeard, gobernante del reino nórdico-gaélico de Dublín, habían enviado emisarios a todos los reinos vikingos para solicitar ayuda en su rebelión contra Brian Bóruma, el Alto Rey de Irlanda. A Sigurd el Fuerte, conde de las Islas Orcadas, se le ofreció el mando de todas las fuerzas nórdicas, mientras que el Alto Rey había solicitado ayuda a los Albannaich, que estaban liderados por Domnall mac Eimín meic Cainnig, el Mormaer de Mar. La alianza Leinster-Norse fue derrotada, y ambos comandantes, Sigurd y Máel Mórda, murieron. Brian, su hijo, su nieto y el Mormaer Domhnall también fueron asesinados. La alianza de Sigtrygg se rompió, aunque él quedó vivo, y el alto reinado de Irlanda volvió a Uí Néill, de nuevo bajo Máel Sechnaill mac Domnaill.
Hubo un breve período de libertad en la zona del Mar de Irlanda para los vikingos de Dublín, sintiéndose un vacío político en toda la Zona Marítima Occidental del Archipiélago del Atlántico Norte. Destacado entre los que se erigieron para llenar el vacío fue Canuto, «cuyo liderazgo del mundo escandinavo le otorgó una influencia única sobre las colonias occidentales y cuyo control de sus arterias comerciales dio una ventaja económica a la dominación política». Las monedas acuñadas por el rey de Dublín, Barba de Seda, con el cuadrilóbulo de Canuto -emitidas entre 1017 y 1015-, que sustituían esporádicamente la leyenda por otra con su propio nombre y lo designaban como gobernante "de Dublín" o "entre los irlandeses", son una prueba de la influencia de Canuto. Otra prueba es la entrada de un Sihtric dux en tres de las cartas de Canuto.
En uno de sus versos, el poeta de la corte de Canuto, Sigvatr Þórðarson, cuenta que príncipes famosos trajeron sus cabezas a Canuto y compraron la paz. Este verso menciona a Olaf Haraldsson en pasado, ya que su muerte en la Batalla de Stiklestad se produjo en 1030. Por lo tanto, fue en algún momento después de esto y de la consolidación de Noruega cuando Canuto se dirigió a Escocia con un ejército, y la armada en el Mar de Irlanda, en 1031, para recibir, sin derramamiento de sangre, la sumisión de tres reyes escoceses: Maelcolm, el futuro rey Macbeth e Iehmarc. Uno de estos reyes, Iehmarc, podría ser un tal Echmarcach mac Ragnaill, un cacique Uí Ímair y gobernante de un reino marítimo del mar de Irlanda, con Galloway entre sus dominios. No obstante, parece que Malcolm se adhirió poco al poder de Canuto, y que la influencia sobre Escocia se extinguió a la muerte de éste.
Además, un Lausavísur atribuible al skald Óttarr svarti saluda al gobernante de los daneses, irlandeses, ingleses y habitantes de las islas. Es probable que el uso de irlandeses aquí se refiera a los reinos nórdico-gaélicos más que a los reinos gaélicos. Trae a la mente las actividades putativas de Sweyn Forkbeard en el Mar de Irlanda y la historia de Adam de Bremen de su estancia con un rex Scothorum (rey de los escotos).

### Relaciones con la Iglesia

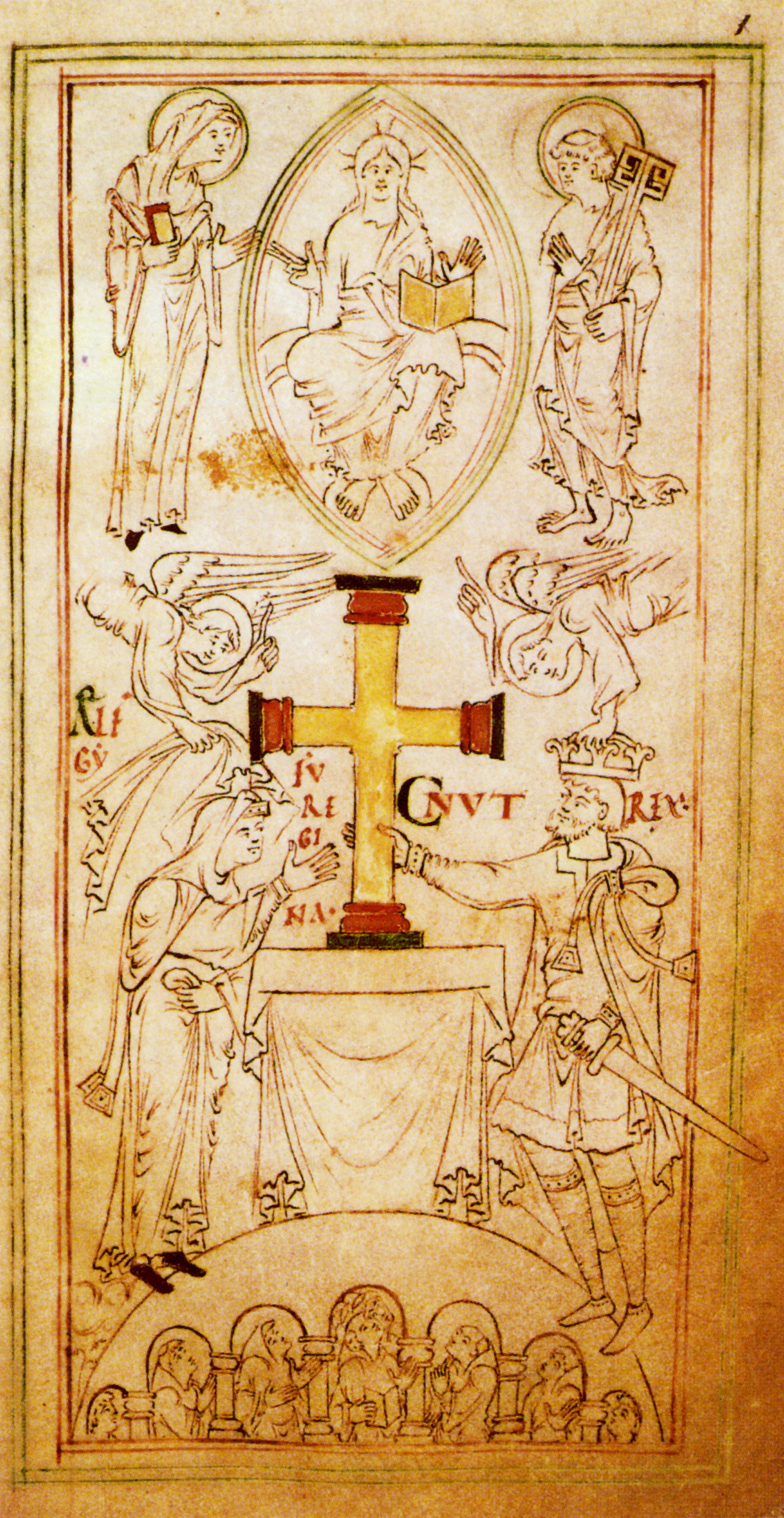
Los ángeles coronan a Canuto mientras él y Emma de Normandía (Ælfgifu) entregan una gran cruz de oro a la Abadía de Hyde en Winchester. Del liber vitae de la Biblioteca Británica.

Las acciones de Canuto como conquistador y su despiadado trato a la dinastía derrocada le habían incomodado con la Iglesia. Ya era cristiano antes de ser rey -siendo llamado Lamberto en su bautismo- aunque la cristianización de Escandinavia no fue del todo completa. Además como muchos de los reyes "cristianos" escandinavos de su época, era un sincretista entre el cristianismo y la religión nativa nórdica.
Su matrimonio con Emma de Normandía, a pesar de que ya estaba casado con Ælfgifu de Northampton, que se mantenía en el sur con una finca en Exeter, fue otro conflicto con las enseñanzas de la Iglesia. En un esfuerzo por reconciliarse con sus eclesiásticos, Canuto reparó todas las iglesias y monasterios ingleses víctimas del saqueo vikingo y volvió a llenar sus arcas. También construyó nuevas iglesias y fue un ferviente mecenas de las comunidades monásticas. Su patria, Dinamarca, era una nación cristiana en auge, y el deseo de realzar la religión aún estaba fresco. Por ejemplo, la primera iglesia de piedra de la que se tiene constancia en Escandinavia se construyó en Roskilde, hacia 1027, y su patrocinadora fue la hermana de Canuto, Estrid.
Es difícil determinar si la actitud de Canuto hacia la Iglesia derivaba de una profunda devoción religiosa o era simplemente un medio para reforzar el dominio de su régimen sobre el pueblo. Hay indicios de respeto por la religión pagana en su poesía de alabanza, que se complacía en que sus skalds adornaran con mitología nórdica, mientras que otros líderes vikingos insistían en la rígida observación de la línea cristiana, como San Olaf. Sin embargo, también muestra el deseo de una respetable nación cristiana dentro de Europa. En 1018, algunas fuentes sugieren que estaba en Canterbury a la vuelta de su arzobispo Lyfing (arzobispo de Canterbury) de Roma, para recibir cartas de exhortación del Papa. Si esta cronología es correcta, probablemente fue de Canterbury al Witan de Oxford, con la asistencia del arzobispo Wulfstan de York, para dejar constancia del acontecimiento.
Sus donaciones ecuménicas fueron amplias y a menudo exuberantes. Se dieron tierras de propiedad común, junto con la exención de impuestos, así como reliquias. A la Iglesia de Cristo probablemente se le concedieron derechos en el importante puerto de Sandwich, así como la exención de impuestos, con la confirmación de la colocación de sus estatutos en el altar, mientras que obtuvo las reliquias de San Ælfheah, a disgusto del pueblo de Londres. Otra sede favorecida por el rey era Winchester, segunda en riqueza tras la de Canterbury. El liber vitae de New Minster (Winchester) registra a Canuto como benefactor del monasterio, y la cruz de Winchester, con 500 marcos de plata y 30 marcos de oro, así como reliquias de varios santos le fue donada. Old Minster (Winchester) recibió un santuario para las reliquias de St Birinus y la probable confirmación de sus privilegios. El monasterio de Evesham, con su abad Ælfweard, supuestamente pariente del rey a través de Ælfgifu la Dama (probablemente Ælfgifu de Northampton, más que la reina Emma, también conocida como Ælfgifu), obtuvo las reliquias de San Wigstan. Tal generosidad hacia sus súbditos, que sus skalds llamaban "destruir el tesoro", era popular entre los ingleses. Sin embargo, es importante recordar que no todos los ingleses estaban a su favor, y que la carga de los impuestos fue ampliamente sentida. Su actitud hacia la sede londinense no era claramente benigna. Los monasterios de Ely (Cambridgeshire) y Glastonbury tampoco parecían tener buenas relaciones.
También hizo otros regalos a sus vecinos. Entre ellos, uno a Chartres, del que su obispo escribió: "Cuando vimos el regalo que nos enviaste, nos asombró tanto tu conocimiento como tu fe ... ya que tú, de quien habíamos oído que era un príncipe pagano, ahora sabemos que no sólo eres cristiano, sino también un generosísimo donante a las iglesias y siervos de Dios". Se sabe que envió un salterio y un sacramentario hechos en Peterborough (famoso por sus ilustraciones) a Colonia, y un libro escrito en oro, entre otros regalos, a Guillermo V, duque de Aquitania. Al parecer, este libro de oro era para apoyar las reivindicaciones aquitanas de San Marcial, patrón de Aquitania, como de los Apóstoles. De cierta importancia, su destinatario era un ávido artesano, escolástico y devoto cristiano, y la Abadía de San Marcial (en Limoges) era una gran biblioteca y scriptorium, sólo superada por la de Cluny. Es probable que los regalos de Canuto fueran muy superiores a todo lo que podemos conocer ahora.
El viaje de Canuto a Roma en 1027 es otra muestra de su dedicación a la religión cristiana. Puede que fuera para asistir a la coronación de Conrado II con el fin de mejorar las relaciones entre las dos potencias, pero antes había hecho el voto de buscar el favor de San Pedro, el guardián de las llaves del reino celestial. Durante su estancia en Roma, Canuto llegó a un acuerdo con el Papa para reducir las tasas que pagaban los arzobispos ingleses por recibir su palio. También dispuso que los viajeros de su reino no se vieran constreñidos por peajes injustos y que fueran protegidos en su camino hacia y desde Roma. Existen pruebas de un segundo viaje en 1030.

## Descendencia
Con su primera mujer, Aelfgifu Aelfhelmsdotter (matrimonio realizado según las leyes danesas, no fue avalado por la Iglesia católica, de modo que la esposa fue considerada como una concubina por los cánones cristianos):
- Sveinn Knútsson (n. ca. 1015? - m. en Inglaterra, 1036), nombrado por su padre lugarteniente de Noruega (1030-1035).
- Haroldo Harefoot (Pies de Liebre) (n. ca. 1016 - m. Oxford, 17.3.1040), nombrado por su medio-hermano lugarteniente de Inglaterra (1035-1037), pero luego se proclama rey (1037-1040).

Con su segunda mujer, Emma de Normandía:
- Canuto Hardeknut (El Fuerte) (n. ca. 1018 - m. Lambeth, 8.6.1042), rey de Dinamarca (1035-1042) y de Inglaterra (1035-1037 y 1040-1042) al suceder a su padre.
- Gunhilda (Cunegunda al casarse) (n. 1019 - m. en Italia, 18.7.1038), casada con el futuro emperador Enrique III del Sacro Imperio Romano.
- Githa (n. 1021) - casada con Goodwin, conde de Kent.[38]

## Cultura popular
Enrique de Huntingdon escribió tres anécdotas apócrifas sobre Canuto en su Historia Anglorum aludiendo a la positiva imagen que quedó de él por la cristianización de los escandinavos y su gobierno en Inglaterra. La más famosa de éstas, El rey Canuto y las olas, muestra a Canuto en la cúspide de su poder (reinando y gobernando sobre Inglaterra, Dinamarca, Noruega, Suecia y los ducados de Schleswig y Holstein) enseñando a sus vasallos como él no puede ordenar al mar que detenga las olas, como una metáfora del poder supremo de Dios frente al poder terrenal. Según la leyenda apócrifa, los bardos de la época hablaban del Gran rey Canuto, que gobierna nuestra tierra, a quien el sol, la luna y las estrellas obedecen.
A su vez, el rey Canuto y las olas es la inspiración de un gran número de obras de arte y referencias por sí misma.
El libro de Ottilie Adelina Liljencrantz, The Ward of King Canute (1903) (en inglés: El pabellón del Rey Canuto) se centra en el conflicto entre Canuto y Edmundo II entre 1016 y 1017, siendo la batalla de Assandun un tema central de la obra.
Canuto aparece en el libro A Hollow Crown: The Story of Emma, Queen of Saxon England de la autora Helen Hollick, centrado en su mujer, Emma de Normandía, por lo que cubre su vida marital.
«Can-Utility and the Coastliners» (en inglés: Can-Utility y los Guardacostas) es una canción del grupo inglés Genesis aparecida por primera vez en el álbum Foxtrot del año 1972 y cuyo argumento se basa en la historia del rey Canuto.
Es uno de los personajes principales del manga Vinland Saga, de Makoto Yukimura, apareciendo en el arco de la guerra. Inicialmente se nos presenta como un joven príncipe pacifista al que su padre le ha mandado en misiones suicidas (siendo perseguido por Thorkell el Alto por media Gran Bretaña) y en el arco del esclavo en el que el ya rey Canuto se nos presenta como el personaje descrito en la leyenda de Huntingdon.
| Predecesor: Edmundo II         | Rey de Inglaterra 1016 - 1035 | Sucesor: Haroldo Harefoot |
| Predecesor: Harald II          | Rey de Dinamarca 1018 - 1035  | Sucesor: Canuto Hardeknut |
| Predecesor: Olav II Haraldsson | Rey de Noruega 1028 - 1035    | Sucesor: Magnus I         |